# Pic chrysoïde
Colaptes chrysoides
Espèce
Statut de conservation UICN

 LC  : Préoccupation mineure
Le Pic chrysoïde (Colaptes chrysoides) est une espèce d'oiseau appartenant à la famille des Picidae.